# Parafia św. Katarzyny w Pustelniku
Parafia św. Katarzyny w Pustelniku – parafia rzymskokatolicka należąca do dekanatu stanisławowskiego, diecezji warszawsko-praskiej, metropolii warszawskiej Kościoła katolickiego.

## Historia
Parafia została erygowana w 1540 r. Należała do diecezji płockiej, do archidiakonatu pułtuskiego, do dekanatu stanisławowskiego, prawdopodobnie wydzielona z parafii Stanisławów.
Kościół parafialny
Jednonawowy kościół w stylu współczesnym zbudowany w latach 1983–2003 według projektu Wiesławy Pląski z Siedlec. Do czasu budowy nowego kościoła we wsi znajdowała się świątynia drewniana o cechach klasycyzmu z 1843 r., następnie rozebrana. Ołtarz z domieszką form barokowych przeniesiony został do nowego obiektu, teraz znajduje się w Kaplicy Miłosierdzia Bożego.
W prezbiterium kościoła, w ołtarzu głównym znajduje się obraz Matki Bożej z Dzieciątkiem w typie hodegetria prawdopodobnie powstały w warsztacie małopolskim w XV lub XVI w. Obraz malowany temperą na trzech deskach lipowych, w latach późniejszych kilkakrotnie przemalowany olejno. W latach 1983–85 obraz został poddany konserwacji. 
Cmentarz
Na cmentarzu parafialnym znajdują się nagrobki hrabiowskie z XIX stulecia. 
Plebania
Plebania pochodzi z 1843 roku. Jest to budynek murowany w stylu dworku szlacheckiego. Położona jest w środku ogrodu na wysokiej skarpie nad rzeką Czarną. W ogrodzie rośnie kilka trzystuletnich dębów.

## Obszar parafii
W granicach parafii znajdują się miejscowości:
Choiny, Ciopan, Cisówka, Gorzanka, Goździówka, Kąty Goździejewskie Drugie, Kąty Goździejewskie Pierwsze, Krubki-Górki, Łęka, Małków, Nowy Walercin, Poręby, Pustelnik, Walercin, Wólka Wybraniecka, Wólka-Konstancja, Zawiesiuchy, Zielonka: Cisowa.